# Enrico Mattei
Pour les articles homonymes, voir Mattei.
Enrico Mattei, né le 29 avril 1906 à Acqualagna et mort le 27 octobre 1962 à Bascapè, est un industriel dans le domaine du pétrole et un homme politique italien.
Après la Seconde Guerre mondiale, Il est chargé de démanteler l'AGIP (Compagnie générale italienne des pétroles, fondé en 1926), agence de l’État établie par le régime fasciste. Au lieu de cela, il la développe et la réorganise en un trust national, l'Ente Nazionale Idrocarburi (ENI), une entreprise puissante désignée par les Italiens comme un « État dans l'État ».
Sous sa direction, l’ENI négocie d’importantes concessions pétrolières au Moyen-Orient, ainsi que des accords commerciaux de grande portée avec l’Union soviétique, qui permettent de briser l’oligopole du Cartel des sept sœurs qui dominait l’industrie pétrolière au milieu du XXe siècle. Il introduit également le principe selon lequel le pays où se situe l’exploitation pétrolière perçoit 75 % des profits.
Démocrate-chrétien de l’aile gauche et membre du Parlement de 1948 à 1953, personnalité puissante en Italie, Mattei décède dans un accident d'avion en 1962, possiblement causé par une bombe. La mort non résolue de Mattei a eu un retentissement important en Italie et a fait l'objet d'un film de Francesco Rosi, L'Affaire Mattei, Palme d'or au Festival de Cannes 1972.

## Biographie

### Jeunesse et débuts sous le fascisme et avec la Résistance
Enrico Mattei est né à Acqualagna, dans la province de Pesaro et d'Urbino, dans les Marches, le deuxième des cinq enfants d’Antonio Mattei, un carabiniere, et d’Angela Galvani. En 1923, il est apprenti dans une usine de tannerie à Matelica.
La progression de sa carrière est rapide. Il devient assistant chimiste, puis chef de laboratoire à 21 ans. Après son service militaire, il est le principal assistant du propriétaire de la tannerie. Cependant, la crise économique à la fin des années 1920 provoque la fermeture de la tannerie. Mattei s’installe à Milan où il travaille comme représentant commercial en produits colorants et de solvants pour des compagnies étrangères. En 1931, il adhère au Parti national fasciste, ce qui pouvait lui permettre de faciliter ses affaires, sans être très actif en politique. Par la suite, il crée une usine de produits émulsifiants dérivés du pétrole pour les industries textiles et les tanneries, avec l’aide de son frère et de sa sœur. En 1934, il fonde Industria Chimica Lombarda. Deux ans plus tard, il se marie avec Greta Paulas (1912-2000), à Vienne. Après avoir acquis un diplôme de comptabilité, il s’inscrit à l’Université catholique de Milan.
En mai 1943, il rencontre le dirigeant du parti alors clandestin Démocratie chrétienne, Giuseppe Spataro, qui l’introduit dans des cercles antifascistes à Milan. Après l’armistice italien avec les forces alliées du 25 juillet 1943, l’Italie du Nord étant alors sous domination nazie, Mattei rejoint un groupe de partisans, dans les montagnes autour de Matelica, et les aide à se ravitailler en armes. Son enrôlement dans la Résistance italienne a pu se faire malgré les suspicions relatives à son appartenance au Parti fasciste. Son rôle était cependant plutôt secondaire, cantonné essentiellement sur des activités administratives et logistiques. Après avoir échappé à plusieurs rafles, il se replie sur Milan.
Impressionnés par ses aptitudes militaires et d’organisateur, les démocrates-chrétiens le promeuvent au commandement de leurs forces armées dans la Résistance. Le 26 octobre 1944, il est capturé à Milan avec d’autres résistants, au quartier général clandestin des démocrates-chrétiens. Détenu dans une caserne à Côme, il peut s’évader le 3 décembre 1944, tirant parti de la confusion causée par un court-circuit qu’il a pu lui-même provoquer. Mattei fait partie ensuite du commandement militaire en Italie du Nord du Comité de libération nationale, au nom des démocrates-chrétiens. Après la guerre, il est décoré de la Silver Star par les autorités américaines.

### L’Agip et l’ENI
En 1945, le Comité de libération nationale nomme Mattei à la tête de l’Azienda Generale Italiana Petroli (Agip), la compagnie pétrolière nationale créée par les fascistes, avec comme instruction de la solder dès que possible. Mattei a, en fait, travaillé dur pour restructurer la compagnie et la transformer en l’un des atouts économiques les plus importants de l'Italie. En 1949, Mattei a prononcé une déclaration publique étonnante : le sous-sol de la vallée du Pô, dans le nord de l’Italie était riche en pétrole et en gaz naturel, et l’Italie pourrait résoudre tous ses besoins énergétiques avec ses propres ressources.
Relayé par la presse italienne, il a alors encouragé l’idée que l'Italie, qui souffrait encore des conséquences de la guerre, deviendrait bientôt riche. La valeur financière de l’Agip a aussitôt augmenté sur les marchés financiers et la compagnie (propriété de l’État mais avec un statut de société privée) est devenue l’une des plus solides et importantes entreprises italiennes. La réalité était cependant un peu différente de ce qu’avait dit Mattei : le territoire de Cortemaggiore, dans la vallée du Pô, contenait une certaine quantité de gaz et seulement une faible quantité de pétrole.
La stratégie de Mattei était d’utiliser le gaz naturel pour alimenter le développement d’une industrie nationale dans l’Italie septentrionale, soutenant le boom économique de l’après-guerre qui a plus tard été qualifié de miracle économique italien. Davantage qu’un substitut des importations de pétrole, le gaz était un substitut des importations de charbon, moins cher et plus fonctionnel, pour les activités industrielles en pleine croissance. Les importants bénéfices des ventes de gaz naturel ont été réinvestis dans la prospection, la production, et l’expansion de pipelines, ainsi que dans la recherche de nouveaux clients.
L’Agip a obtenu une concession exclusive pour la prospection de gaz et de pétrole sur le territoire national et a été en mesure de maintenir des bénéfices. Les opinions politiques étaient divisées à son sujet : la gauche le soutenait, contrairement aux conservateurs et à la plupart des industriels. À cette époque, Mattei est censé avoir largement utilisé des ressources financières occultes pour financer des pots-de-vin, notamment en faveur d’hommes politiques et de journalistes.
Il avait coutume de dire des partis politiques : « Je les utilise comme j’utiliserais un taxi : je m’assois, je paie pour le trajet, je sors. » L’Agip a pris le contrôle de centaines d’entreprises dans tous les secteurs économiques du pays. Mattei s’intéressait beaucoup à la presse et l’Agip a pris possession de plusieurs journaux et de deux agences de presse.
En 1953, une loi a créé l’ENI (Ente Nazionale Idrocarburi), dans laquelle l’Agip a été fusionnée. Mattei en a d’abord été le président puis l’administrateur et le directeur général. De facto, Mattei était le patron de l’ENI, et l’ENI était sa chose.

### Influence internationale
L’attention de Mattei s’est tournée vers le marché international du pétrole. Il a inventé (ou du moins la racontait beaucoup) l’histoire du petit chat : « Un petit chat arrive à un endroit où quelques gros chiens mangent dans une marmite. Les chiens l’attaquent et le rejettent. Nous, les Italiens, sommes ce petit chat : dans cette marmite, il y a du pétrole pour tout le monde, mais certains ne veulent pas nous en laisser approcher. » Ce genre de fable a rendu Mattei extrêmement populaire dans l’Italie économiquement pauvre de l’époque, et lui a permis d’acquérir la popularité nécessaire pour obtenir des soutiens politiques.
Pour briser l’oligopole des Sept Sœurs (une formule qu’il a inventé pour faire référence aux compagnies pétrolières dominantes du milieu du XXe siècle), Mattei  a conclu des accords avec les pays les plus pauvres du Moyen-Orient et les pays du bloc de l'Est. Mattei s’est rendu en 1959 à Moscou, où il a négocié un accord d’importation de pétrole avec l’Union soviétique en pleine guerre froide, malgré les protestations de l’OTAN et des États-Unis. Il a également publiquement soutenu des mouvements indépendantistes contre les pouvoirs coloniaux, ce qui a permis à l’ENI de tirer parti de la rancœur contre les anciennes puissances colonisatrices dans des pays nouvellement indépendants comme l’Algérie. À ses détracteurs qui l’accusaient de faire le jeu des communistes et de rendre l’Italie dépendante des exportations soviétiques, Mattei a répondu qu’il achetait aux fournisseurs proposant les meilleurs prix.
Mattei a conclu des accords avec la Tunisie et le Maroc, à qui il a offert un partenariat à 50/50 pour l’extraction du pétrole, très différent des formes de concession normalement proposées par les grandes compagnies pétrolières. À l’Iran et à l’Égypte, il a proposé, en plus, que les investissements risqués de la prospection seraient entièrement à la charge d’ENI. S’il n’y avait pas de pétrole découvert, le pays n’aurait pas à débourser un dollar. En 1957, ENI était déjà en concurrence avec des géants comme Esso ou Shell et finançait les nationalistes algériens contre l’État français dans la guerre d'Algérie.
En 1960, après avoir conclu un accord avec l’Union soviétique et pendant qu’il négociait avec la Chine populaire, Mattei a publiquement déclaré que le monopole américain était terminé. Les réactions ont d’abord été conciliantes et ENI a été invitée à prendre part au partage des zones de prospection dans le Sahara. Cependant, Mattei a fait de l’indépendance de l’Algérie une condition de son acceptation, faute de quoi il n’y aurait pas d’accord. Il fournit des armes aux indépendantistes algériens et les fait former aux techniques de guérilla. En conséquence, il est une cible de l’organisation terroriste OAS, opposée à l’indépendance de l’Algérie, qui lui adresse des menaces explicites. En 1962, il commande à Jean-Paul Sartre le scénario d’Un dieu noir et un diable blanc, documentaire anti-OAS dont le tournage, débuté à Alger mais arrêté par ENI après la mort de Mattei.

### L’accident mortel et les enquêtes
Le 27 octobre 1962, lors d’un vol de Catane, en Sicile, vers l’aéroport de Milan-Linate, l’avion de Mattei, un Morane-Saulnier MS.760 Paris, s’est écrasé dans les environs du petit village de Bascapè en Lombardie, pendant une tempête. Les trois hommes à bord ont été tués : Mattei, son pilote Irnerio Bertuzzi, et le journaliste américain de Time-Life William McHale. Le ministère de la Défense italien, dirigé alors par Giulio Andreotti, a eu la responsabilité de mener l’enquête sur cet accident. L’accident a possiblement été causé par une bombe embarquée.
Durant son mandat controversé à la tête d’ENI, Mattei s’est fait de nombreux ennemis. Le Conseil de sécurité nationale des États-Unis le décrivait comme un obstacle irritant dans un rapport classifié de 1958. Les autorités françaises ne lui pardonnaient pas d’avoir été en affaire avec le mouvement indépendantiste algérien. La responsabilité de sa mort a été tantôt attribuée à la CIA, à l’OAS ou à la mafia sicilienne. Ne faisant pas confiance aux services secrets italiens, quand bien même nombre de ses partisans en étaient membres, Mattei a constitué une sorte de garde de protection personnelle formée d’anciens combattants de la Résistance.
Selon Philippe Thyraud de Vosjoli, un ancien agent du SDECE (ancêtre de la DGSE) qui prit le parti des États-Unis, les services secrets français étaient responsables de l’accident d’avion. ENI aurait été sur le point de supplanter les intérêts pétroliers français en Algérie. Un agent du SDECE aurait piégé l’avion de Mattei.
Des théories suggèrent que la mort de Pier Paolo Pasolini serait liée à son roman Pétrole, où il dévoilait les coulisses de la mort d'Enrico Mattei, qui aurait pu être assassiné sur l'ordre de son successeur Eugenio Cefis, dans le contexte de la stratégie de la tension, qui aurait pu favoriser, entre les affrontements entre extrême gauche et extrême droite, l'avènement d'une dictature (ce que Pasolini aurait raconté dans le chapitre « Lumières sur l'ENI » du roman, qui n'a soit jamais été écrit, soit jamais retrouvé).
En préparant son film L'Affaire Mattei en 1970, Francesco Rosi a demandé au journaliste Mauro De Mauro d’enquêter sur les derniers jours de Mattei en Sicile. De Mauro a obtenu une cassette audio de son dernier discours et a passé plusieurs jours à l’étudier. De Mauro a disparu huit jours après avoir mis la main sur cette cassette, le 16 septembre 1970, sans laisser de trace. Son corps n’a jamais été découvert. Tommaso Buscetta, un important repenti de cosa nostra, a déclaré que la mafia sicilienne a été impliquée dans l’assassinat de Mattei. Selon Buscetta, Mattei a été tué à la demande de la Cosa Nostra américaine, car sa politique causait du tort à d’importants intérêts américains au Moyen-Orient. De Mauro aurait donc été tué car il aurait été sur le point de découvrir cette vérité. Gaetano Ianni, un autre repenti, a déclaré qu’un accord spécial avait été conclu entre Cosa Nostra et « certains étrangers » pour l’élimination de Mattei organisée par le mafioso Giuseppe Di Cristina. Ces déclarations ont déclenché de nouvelles enquêtes.
En 1994, l’enquête sur la mort de Mattei est rouverte. Le 25 octobre 1995, la chaîne de télévision publique italienne RAI a annoncé l’exhumation des corps de Mattei et Bertuzzi. Des débris de métal déformés par une explosion ont été découverts dans leurs os. Selon certaines spéculations, le détonateur d’un engin explosif aurait été déclenché par le mécanisme du train d’atterrissage. En 1997, des analyses du professeur Firrao de l’École polytechnique de Turin permettent de découvrir des traces d’explosifs. En se basant sur ces nouvelles preuves, l’affaire a été reclassée par la justice en homicide volontaire, mais sans être en mesure de préciser l’identité des coupables. Selon un documentaire télévisé de Bernhard Pletschinger et Claus Bredenbrock, diffusé en 2001, les preuves d’une origine criminelle du crash ont immédiatement été détruites sur le site de l’accident. Des éléments de l’avion auraient été dissous avec de l’acide.
En 2012, la Cour d'assises de Palerme a reconstitué le meurtre du journaliste Mauro De Mauro. Selon le verdict : « La cause déclenchante de la décision de procéder sans délai à l'enlèvement et à l'assassinat de Mauro De Mauro a été le danger imminent qu'il était sur le point de divulguer ce qu'il avait découvert sur la nature malveillante des causes de l'accident d'avion du Bascapè, violant un secret jusqu'alors impénétrable et mettant ainsi en péril l'impunité des personnalités influentes qui avaient ourdi le complot contre Enrico Mattei, ainsi que déclenchant une série d'effets en chaîne ayant un impact dévastateur sur l'équilibre politique et sur l'image même des institutions ».

## Héritage
Enrico Mattei a fait d’ENI une compagnie puissante, à tel point que les Italiens l'ont qualifié d’« État dans l’État ». Certains l’ont décrit comme une sorte de paladin, de nationaliste, tandis que d’autres ont pointé sa faim de pouvoir et son comportement froid et calculateur. Les doutes sur son assassinat, toutefois, sont plus largement partagés que la théorie d’un accident technique.
Mattei a inventé la formule « les Sept Sœurs » pour qualifier les plus grandes compagnies pétrolières de son époque. Le 14 novembre 1999, les pipelines trans-méditerranéen (TRANSMED), reliant les gisements d’Algérie à la Sicile via la Tunisie, ont été baptisés Gazoducs Enrico MATTEI. ENI a créé un institut de recherche à but non lucratif qui porte son nom, la Fondazione Eni Enrico Mattei, consacrée à l’étude du développement durable et de la gouvernance mondiale.
Sa veuve Margherita Paulas, épousée en 1936, épouse le général d’aviation Giuseppe Casero, proche des néofascistes et membre de la commission d’enquête qui a conclu, en 1967, que la mort de Mattei est due à un accident d'avion.
En 2019, le visage de Enrico Mattei est utilisé pour illustrer les billets de 100 MiniBots (Mini Bons Ordinaires du Trésor), une monnaie parallèle à l'euro dont l'introduction avait été envisagée à la suite d'une votation par les députés italiens. Ce projet a depuis été abandonné.

## L'Affaire Mattei au cinéma
En 1972, le cinéaste Francesco Rosi réalise L'Affaire Mattei (Il Caso Mattei), un film qui obtient la Palme d'or au Festival de Cannes, dans lequel il revient sur les circonstances de la mort d'Enrico Mattei, dont le rôle est interprété par Gian Maria Volontè, soutenant que celle-ci n'était pas accidentelle mais criminelle. Il tente de démontrer que des milieux puissants avaient intérêt à la disparition du fonctionnaire dévoué, qui contrôlait le secteur de l'énergie en Italie.
En 1973, La Poursuite implacable de Sergio Sollima retrace l'assassinat d’un pétrolier progressiste sur fond de complot franco-italien.

### Ressources télévisuelles et radiophoniques
- Patrick Pesnot, « 1962, la disparition d'Enrico Mattei, président de l'ENI » [audio], émission Rendez-vous avec X (38 min), France Inter, 5 mars 2011.
- Frédéric Tonelli, Le secret des sept sœurs. Le temps des mensonges, Arte, 2011.
- Fabrice Drouelle, « Vie et mort d'Enrico Mattéi, l'homme le plus puissant d'Italie » [audio], émission Affaires sensibles (48 min), France Inter, 11 janvier 2024.